# Grand Prix Catox
Le Grand Prix Catox est une ancienne course cycliste française, organisée de 1949 à 1956 autour de Marseille, chef-lieu de la région Provence-Alpes-Côte d'Azur, préfecture du département des Bouches-du-Rhône.

## Palmarès
| Année | Vainqueur        | Deuxième            | Troisième        |
| ----- | ---------------- | ------------------- | ---------------- |
| 1949  | Raoul Rémy       | Pierre Baratin      | Lucien René Lauk |
| 1950  | Maurice Diot     | Dominique Forlini   | Jacques Moujica  |
| 1951  | Lucien Lauk      | Raoul Rémy          | Gino Sciardis    |
| 1952  | Robert Desbats   | Albert Dolhats      | Gino Sciardis    |
| 1953  | Albert Dolhats   | Georges Meunier     | Jacques Renaud   |
| 1954  | Bernard Gauthier | Antonin Rolland     | Jean Forestier   |
| 1955  | Bernard Bultel   | Francis Siguenza    | Bernard Pusey    |
| 1956  | Seamus Elliott   | Jean-Marie Cieleska | Raymond Elena    |